# 穆雷·沃克
穆雷·沃克（或译作默里·沃克、墨里·沃克），OBE（1923年10月10日—2021年3月13日），與一級方程式賽車電視直播畫上等號的傳奇人物，從事賽車評述超過半個世紀，有「一級方程式之音」的美譽。

## 早年生活
穆雷於1923年10月10日在英國伯明翰出世， 他的老家現為一家牙醫診所。他的父親格雷厄姆·沃克在第一次世界大戰中曾任摩托車派遞車手，戰後在諾頓摩托車公司打工，亦曾經參加曼島TT國際觀光盃機車大賽。他的母親埃爾西·斯普拉特（Elsie Spratt）是萊頓巴扎德商人哈利·斯普拉特（Harry Spratt）的女兒。他小學和中學時期都在海格特學校求學，在神學的成績尤其出色，課餘學習演奏軍號。第二次世界大戰爆發期間，學校曾經遷往韋斯特沃德霍！逃避戰火。穆雷曾經加入學校軍團，並擢升至連長的職位。
他之後在桑德赫斯特皇家軍事學院畢業，並加入了皇家蘇格蘭近衛龍騎兵團，在芮斯華森林之戰指揮M4雪曼坦克，退伍前司職上尉。退伍後曾短暫成為摩托車車手。

## 評述風格
雖然來自伯明翰，他跟隨BBC字正腔圓的標準英音（但嚴格來說不是），可是他的語速和音頻又高又快，卻不失流暢度和清晰度，這才能讓他快速地形容一個瞬息萬變的體育賽事。他評述時多數會站著，因為他坐著時肺部比較擴大，反而減低肺活量和音量。每當車手犯錯導致意外時，他不會評論或下任何判斷，讓其他評述給予意見或批評。雖然他活躍在資訊比較貧乏的時代，他對賽車和車手的資訊準備非常豐富和完善。

## 外部連結
- Murray's F1 Video Blog （页面存档备份，存于）
- Murray Walker Agent （页面存档备份，存于）
- Murray Walker's appearance on This Is Your Life （页面存档备份，存于）
- Murray Walker quotes
- Murray Walker 在英國電影協會的Screenonline
- Murray Walker: Life in the fast lane